# Kapitalertrag
Kapitalertrag (oder Kapitaleinkommen) ist ein Rechtsbegriff aus dem Steuerrecht, der die Bemessungsgrundlage für die Kapitalertragsteuer beschreibt. In der Volkswirtschaftslehre ist das Kapitaleinkommen das Faktoreinkommen des Produktionsfaktors Kapital.

## Allgemeines
Das Kompositum Kapitalertrag setzt sich aus dem Kapital in Form der Kapitalanlage und dem Ertrag als dem Ergebnis der Kapitalanlage in Form von jeder Gegenleistung aus der Gebrauchsüberlassung von Kapital (wie Zinsertrag, Dividendenertrag, Investmentertrag oder Kursgewinnen) zusammen. Dem Steuerrecht geht es darum, diesen Kapitalertrag zu versteuern, wofür die Kapitalertragsteuer (KapESt) vorgesehen ist. Sie ist jedoch keine selbständige Steuerart, sondern lediglich eine besondere Erhebungsform der Einkommensteuer und Körperschaftsteuer.

## Rechtsfragen
Rechtsgrundlage ist § 43 EStG, der die Einkünfte aus Kapitalvermögen (§ 20 EStG) der Einkommensteuer unterwirft. Nach dem Welteinkommensprinzip werden inländische und ausländische Kapitalerträge der KapESt unterworfen. Der Steuerabzug ist auch dann vorzunehmen, wenn die Kapitalerträge beim Gläubiger zu den Einkünften aus Land- und Forstwirtschaft, aus Gewerbebetrieb, aus selbständiger Arbeit oder aus Vermietung und Verpachtung gehören (§ 43 Abs. 4 EStG). Gemäß § 32d EStG beträgt die Einkommensteuer (Steuertarif) für Einkünfte aus Kapitalvermögen, die nicht unter § 20 Abs. 8 EStG (Steuerstundungsmodelle) fallen, 25 Prozent des Kapitalertrags. 

## Negativer Kapitalertrag
Steuerrechtlich liegt ein negativer Kapitalertrag vor, wenn die Gebühren (etwa Bankgebühren) oder Kosten (etwa Stückzinsen) den Kapitalertrag übersteigen. Bis zur Höhe der negativen Kapitalerträge wird von positiven Zins- und Dividendeneinkünften, Veräußerungsgewinnen und sonstigen Kapitalerträgen nach § 43a Abs. 3 Satz 2 EStG keine Kapitalertragsteuer einbehalten. 

## Rechtsfolgen
Die KapESt ist neben der Lohnsteuer die bekannteste Form der Abgeltungsteuer. Das bedeutet, dass der Schuldner der Kapitalerträge (beispielsweise Kreditinstitute, Versicherer) nicht den vollen Kapitalertrag an den Gläubiger auszahlen darf, sondern er muss die Kapitalertragsteuer einbehalten und an das Finanzamt abführen (§ 44 Abs. 1 EStG). Hierdurch ist die Einkommensteuer abgegolten (§ 43 Abs. 5 EStG).

## Betriebswirtschaftslehre
Als Kapitalertrag (englisch capital gains) bezeichnet man den Ertrag, den eine Kapitalanlage dem Anleger erbringt. Je nach Anlageform gibt es den Zinsertrag (aus Anleihen oder Bankguthaben), Dividendenertrag (aus Aktien), Investmentertrag (aus Investmentfonds), ausgeschütteter Gewinn (aus Eigenkapital), Immobiliarmiete oder Pachtzins (aus Grundeigentum). Auch der Kursgewinn ist ein Kapitalertrag. 

## Volkswirtschaftslehre
Die volkswirtschaftlichen Produktionsfaktoren Arbeit, Boden und Kapital erzielen folgende Faktoreinkommen:
| Produktionsfaktor | Faktoreinkommen                                      |
| ----------------- | ---------------------------------------------------- |
| Arbeit            | Arbeitseinkommen, Unternehmerlohn                    |
| Boden             | Bodenrente, Grundrente (Miete, Pachtzins)            |
| Kapital           | Kapitaleinkommen (Anleihezins, Dividende, Habenzins) |

Das den Produktionsfaktor einsetzende Wirtschaftssubjekt muss entsprechende Faktorkosten auf dem Faktormarkt tragen.

## International
Der Zinsbesteuerung unterliegen in der Schweiz nur Kapitalerträge, die unter die weit gefasste Zinsdefinition von Art. 9 Zinsbesteuerungsabkommen (ZBStA) fallen. Erfasst werden einerseits direkte, also unmittelbar mit Forderungen zusammenhängende, andererseits auch über Investitionen in bestimmte kollektive Anlagen indirekt erwirtschaftete Zinsen. Zu den direkten Zinsen zählen insbesondere auch Erträge, die beim Verkauf, der Rückzahlung oder der Einlösung von Forderungen ausbezahlt oder gutgeschrieben werden. Seit der Anwendung des ZBStA ist die Schweiz Zahlstellenstaat.
In Österreich gehören seit April 2012 neben den obigen Bestandteilen zum Kapitalertrag auch so genannte Substanzgewinne, die unabhängig von der Haltedauer oder der Beteiligungshöhe bei der Veräußerung zum Tragen kommen (Vermögenszuwachs).